# Harrow & Wealdstone
Harrow & Wealdstone – stacja kolejowa położona w londyńskiej dzielnicy Harrow. Jest zarządzana przez londyńskie metro, ale oprócz niego korzysta z niej jeszcze 3 innych przewoźników, w tym London Overground. W systemie londyńskiej komunikacji miejskiej stacja należy do piątej strefy biletowej.
Stacja stanowi północny kraniec linii metra Bakerloo Line. Zatrzymują się tu także pociągi London Overground relacji Londyn Euston - Watford. Pociągi firmy Southern stają tu na trasie łączącej Watford z Brighton i lotniskiem Gatwick. Z kolei przewoźnik London Midland zabiera pasażerów do Birmingham w ramach kursów po magistrali West Coast Main Line. W roku 2008 z połączeń obsługiwanych przez metro skorzystało na stacji ok. 4,31 mln pasażerów. W podobnym okresie (rok statystyczny 2007/08) przewoźnicy kolejowi obsłużyli na stacji ok. 1,3 mln pasażerów.